# Dalibor Stach
Dalibor Stach (* 2. prosince 1971, Ostrov) je český režisér, spisovatel, malíř, scenárista a fotograf.

## Život
Narodil se v Ostrově, kde vystudoval gymnázium. Studoval na VŠ v Ústí nad Labem. Poměrně známý se stal díky filmu Dimenze, který režíroval. Jeho synem je začínající herec Dalibor Stach jun. Dalibor Stach prošel dvě klinické smrti (v šesti letech se utopil a v osmnácti letech mu prasklo slepé střevo). Tato zkušenost ovlivnila jeho obrazy, knihy i filmy. Má svojí vlastní filmovou společnost ASTAFILM. Je moderátorem pořadů Pan Optikum Q a VAŠE otázky MOJE odpovědi. Jeho otcem byl český fotograf Dalibor Stach a jeho bratrem je fotograf Rostislav Stach.

## Režie
- 2006 – Návrat cínové hole (studentský film – pohádka)
- 2017 – Vše o životě po životě (film – dokumentární)
- 2019 – Schopnosti - Vše o životě po životě vol. 2 (film – dokumentární)
- 2022 – Dimenze scénář a režie podle novely Za oponou noci a Krušnohorské proroctví (film – drama, mysteriózní)
- 2025 – Vimana (film – sci-fi)
- 2026 – Ztracená perla (animovaná pohádka)

## Knihy
- Oáza v poušti (2010)
- Brána (1997)
- Mrtví muži nemluví (první vydání 1993) druhé vydání 2023
- Telesfor – metafyzické příběhy z Velryby (1995)
- Za oponou noci (2012)
- Krušnohorské proroctví (2013)
- Mystik z Velryby (2019)
- Pernštejnské pohádky - O ztracené perle (2022)
- Pernštejnské proroctví (2023)
- Dobročas I – Golemova hrobka (2023)
- Myšlenky světla (2022)
- Dobročas II – Poslední naděje (2024)
- Jasmínové nebe - (2024)